# 조 워럴
조셉 에이드리언 워럴(영어: Joseph Adrian Worrall, 1997년 1월 10일 ~ )은 잉글랜드의 축구 선수이다. 포지션은 센터백이며, 현재 베식타시에서 뛰고 있다.